# Fédération des entreprises romandes Genève
Die Fédération des Entreprises Romandes Genève („Vereinigung der Westschweizer Unternehmen“, FER Genève) ist ein Wirtschaftsverband der in der Region Romandie tätigen Unternehmen. Sitz des Verbandes ist in Genf. Er umfasst rund 28.000 Mitglieder mit ungefähr 80 Berufsverbänden. Der Verband betätigt sich im Bereich der sozialen Partnerschaften, Entwicklungen von Dienstleistungen und Vernetzung seiner Mitglieder.

## Geschichte
Der Verband entstand aus dem Arbeitgeberverband „Groupe patronal interprofessionnel“, der 1928 gegründet wurde. 1931 verband sich die „Groupe patronal interprofessionnel“ mit dem Gewerkschaftsverband „Fédération des syndicats chrétiens de Genève“, um das Ziel einer gemeinsamen Korporation umzusetzen. Im Jahr 1932 wurde diese Vereinigung in „Fédération des Syndicats Patronaux“ (FSP) umbenannt. Diese bestand anfänglich aus zwei Berufsverbänden mit 40 Mitgliedern. Bald koordinierte sie unterschiedliche Berufsverbände und bildete mit den christlichen Gewerkschaften die Genfer Vereinigung. Der Verband verwaltete mehrere soziale Institutionen und schuf Investmentfonds, mit denen die Arbeitslosenversicherung und Familienzulagen gesichert wurden. Es wurden Vermittlungsbüros, Arbeitslosenkassen, Krankenversicherungen und Familienzulagenkassen gegründet. All diese Bemühungen reichten jedoch nicht aus, um den sozialen Frieden zu sichern. Im Jahr 1946 löste sich daher der bisherige Arbeitgeberverband auf und die Arbeitgeberorganisation bildete zusammen mit sechs anderen französischsprachigen Verbänden im Jahr 1948 den Dachverband der „Fédération romande des syndicats patronaux“ (FRSP). Die beiden zentralen Aufgabenbereiche sind die Verwaltung der sozialen Einrichtungen und die Wahrung der wirtschaftlichen Interessen der einzelnen Berufsverbände, beispielsweise durch Unterstützung bei Verhandlungen über Tarifverträge mit den Industriegewerkschaften.
Im Jahr 2003 wurde der Name der Organisation auf „Fédération des Entreprises Romandes Genève“ geändert. Heute bildet sie eine bedeutende Dachorganisation der Berufsverbände im Kanton Genf. Der Verband hat 28'000 Mitglieder, von denen 70 % Kleinstbetriebe mit einem bis fünf Mitarbeitern sind, die insgesamt über 130'000 Mitarbeiter beschäftigen. Zudem gehören ihm rund 9'000 selbständige und freiberufliche Unternehmer und 80 Berufs- oder Wirtschaftsverbände an.

## Aufgaben und Soziale Institutionen
- Interessenvertretung der Unternehmen gegenüber der Gemeinden, Kantone und Bundesbehörden.[5]
- Dienstleistungen für ihre Mitglieder, vor allem durch sozialen Institutionen, Rechtsbeistand und Beratung, Veröffentlichungen, wie die Halbmonatszeitschrift Entreprise romande oder unternehmensspezifische Seminare.
- Dialog über die Entwicklung der Gesellschaft, vor allem im Bereich der Partnerschaft, der sozialen Versicherungen und des Arbeitsrechts.
- Vernetzung ihrer Mitglieder durch Veranstaltungen und die Bereitstellung von Konferenzräumen und einem Restaurant.

Die FER Genève ist im Bereich soziale Versicherungen, durch zwei Institutionen, tätig: 
- Die 1948 gegründete „Caisse interprofessionnelle AVS de la Fédération des Entreprises Romandes“ (CIAM-AVS) FER CIAM 106. Sie ist eine Ausgleichskasse, die Dienste und Leistungen im Bereich der Alters- und Hinterlassenenversicherung (AHV), der Invalidenversicherung, der Familienzulagen, der Erwerbsersatzversicherung und der Mutterschaftsversicherung zugunsten der Mitglieder der FER Genève bietet.
- Die 1961 gegründete Caisse Inter-Entreprises de prévoyance professionnelle (CIEPP), eine gemeinnützige Stiftung, die im Bereich der beruflichen Vorsorge tätig ist.